# Leichtathletik-Europameisterschaften 2006/800 m der Männer

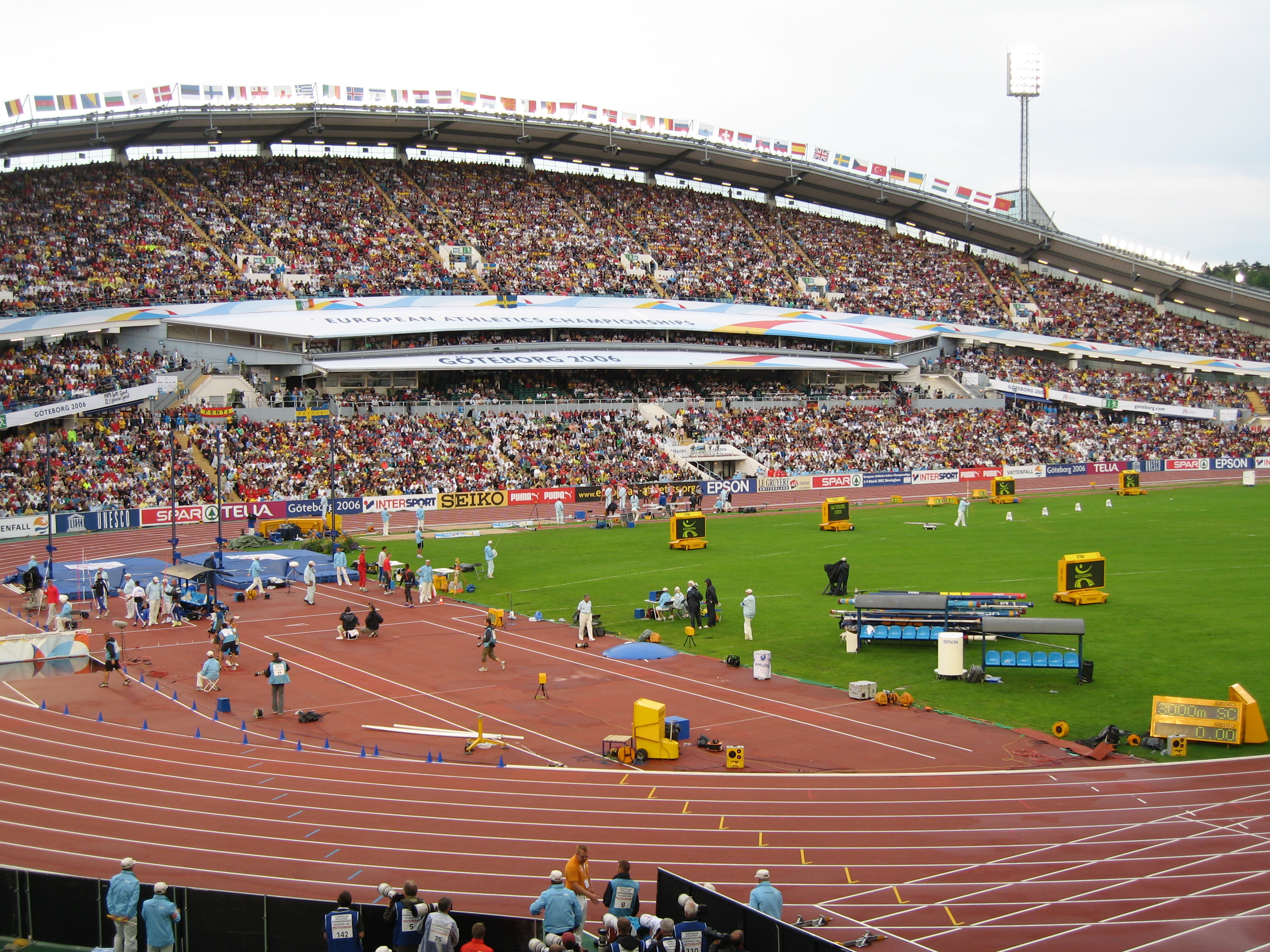
Das Ullevi-Stadion in Göteborg während der Europameisterschaften 2006

Der 800-Meter-Lauf der Männer bei den Leichtathletik-Europameisterschaften 2006 wurde vom 10. bis 13. August 2006 im Ullevi-Stadion der schwedischen Stadt Göteborg ausgetragen.
Europameister wurde der Niederländer Bram Som. Der Luxemburger David Fiegen errang die Silbermedaille. Bronze ging an den Briten Sam Ellis.

## Bestehende Rekorde
| Weltrekord           | 1:41,11 min | Wilson Kipketer | Köln, Deutschland         | 24. August 1997 |
| Europarekord         | 1:41,11 min | Wilson Kipketer | Köln, Deutschland         | 24. August 1997 |
| Meisterschaftsrekord | 1:43,84 min | Olaf Beyer      | EM Prag, Tschechoslowakei | 31. August 1978 |

Auch diese Europameisterschaften überstand der schon seit 1978 bestehende EM-Rekord ein weiteres Mal. Die schnellste Zeit erzielte der niederländische Europameister Bram Som im Finale mit 1:46,56 min, womit er 2,72 s über dem Rekord blieb. Zum Welt- und Europarekord fehlten ihm 5,45 s.

## Legende
| DNS | nicht am Start (did not start) |

## Vorrunde
Die Vorrunde wurde in vier Läufen durchgeführt. Die ersten drei Athleten pro Lauf – hellblau unterlegt – sowie die darüber hinaus vier zeitschnellsten Läufer – hellgrün unterlegt – qualifizierten sich für das Halbfinale.

### Vorlauf 1
10. August 2006, 11:55 Uhr
| Platz | Name                   | Nation         | Zeit (min) |
| ----- | ---------------------- | -------------- | ---------- |
| 1     | Florent Lacasse        | Frankreich     | 1:47,22    |
| 2     | David Fiegen           | Luxemburg      | 1:47,41    |
| 3     | Miguel Quesada         | Spanien        | 1:47,70    |
| 4     | Sam Ellis              | Großbritannien | 1:47,72    |
| 5     | Mattias Claesson       | Schweden       | 1:47,82    |
| 6     | Selahattin Çobanoğlu   | Türkei         | 1:49,07    |
| 7     | Efthímios Papadópoulos | Griechenland   | 1:49,36    |

### Vorlauf 2
10. August 2006, 12:03 Uhr
| Platz | Name              | Nation         | Zeit (min) |
| ----- | ----------------- | -------------- | ---------- |
| 1     | Michael Rimmer    | Großbritannien | 1:47,10    |
| 2     | Bram Som          | Niederlande    | 1:47,26    |
| 3     | Mirosław Formela  | Polen          | 1:47,39    |
| 4     | Andrea Longo      | Italien        | 1:47,40    |
| 5     | Ramil Aritkulow   | Russland       | 1:47,69    |
| 6     | Dave Campbell     | Irland         | 1:47,70    |
| 7     | Björn Margeirsson | Island         | 1:47,91    |

### Vorlauf 3

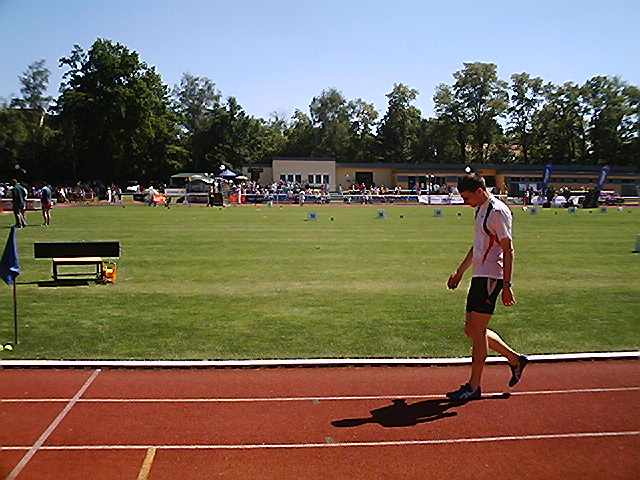
René Herms blieb als Sechster seines Vorlaufs chancenlos

10. August 2006, 12:11 Uhr
| Platz | Name                | Nation      | Zeit (min) |
| ----- | ------------------- | ----------- | ---------- |
| 1     | Dmitrijs Miļkevičs  | Lettland    | 1:47,84    |
| 2     | Juan de Dios Jurado | Spanien     | 1:47,89    |
| 3     | Grzegorz Krzosek    | Polen       | 1:48,08    |
| 4     | Maurizio Bobbato    | Italien     | 1:48,21    |
| 5     | Iwan Nesterow       | Russland    | 1:48,22    |
| 6     | René Herms          | Deutschland | 1:48,67    |
| DNS   | Mehdi Baala         | Frankreich  |            |

### Vorlauf 4
10. August 2006, 12:22 Uhr
| Platz | Name            | Nation         | Zeit (min) |
| ----- | --------------- | -------------- | ---------- |
| 1     | Manuel Olmedo   | Spanien        | 1:49,54    |
| 2     | Jozef Repčík    | Slowakei       | 1:49,63    |
| 3     | Thomas Matthys  | Belgien        | 1:49,76    |
| 4     | Dmitri Bogdanow | Russland       | 1:49,85    |
| 5     | Thomas Chamney  | Irland         | 1:50,12    |
| 6     | Richard Hill    | Großbritannien | 1:50,26    |
| 7     | Lee Taylor      | Gibraltar      | 1:56,06    |

## Halbfinale
In den beiden Halbfinalläufen qualifizierten sich die jeweils ersten drei Athleten – hellblau unterlegt – sowie die darüber hinaus zwei zeitschnellsten Läufer – hellgrün unterlegt – für das Finale.

### Lauf 1

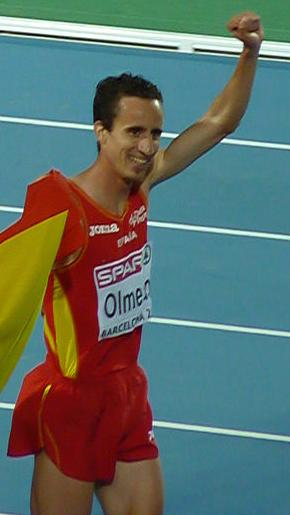
Manuel Olmedo schied trotz seines vierten Platzes wegen der Zeitregel im Halbfinale aus
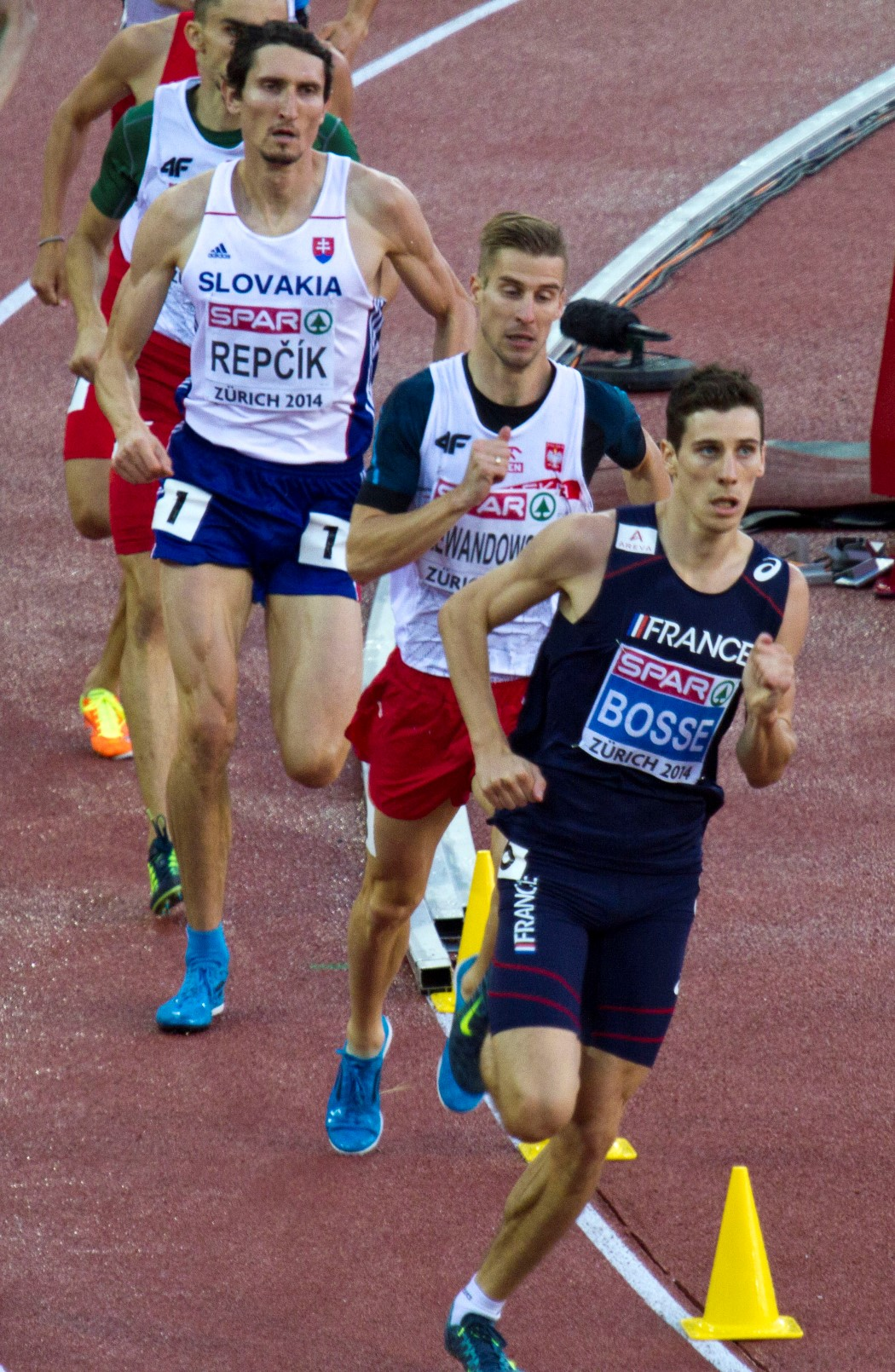
Jozef Repčík (hier an dritter Stelle) landete in seinem Halbfinale auf dem achten und letzten Rang

11. August 2006, 19:05 Uhr
| Platz | Name                | Nation         | Zeit (min) |
| ----- | ------------------- | -------------- | ---------- |
| 1     | Florent Lacasse     | Frankreich     | 1:49,12    |
| 2     | Bram Som            | Niederlande    | 1:49,15    |
| 3     | Sam Ellis           | Großbritannien | 1:49,23    |
| 4     | Manuel Olmedo       | Spanien        | 1:49,37    |
| 5     | Thomas Matthys      | Belgien        | 1:49,65    |
| 6     | Mirosław Formela    | Polen          | 1:49,70    |
| 7     | Juan de Dios Jurado | Spanien        | 1:50,11    |
| 8     | Jozef Repčík        | Slowakei       | 1:50,89    |

### Lauf 2
11. August 2006, 19:14 Uhr
| Platz | Name               | Nation         | Zeit (min) |
| ----- | ------------------ | -------------- | ---------- |
| 1     | Miguel Quesada     | Spanien        | 1:47,12    |
| 2     | Andrea Longo       | Italien        | 1:47,20    |
| 3     | Dmitrijs Miļkevičs | Lettland       | 1:47,35    |
| 4     | David Fiegen       | Luxemburg      | 1:47,50    |
| 5     | Michael Rimmer     | Großbritannien | 1:47,82    |
| 6     | Grzegorz Krzosek   | Polen          | 1:48,11    |
| 7     | Mattias Claesson   | Schweden       | 1:48,27    |
| 8     | Ramil Aritkulow    | Russland       | 1:48,42    |

## Finale

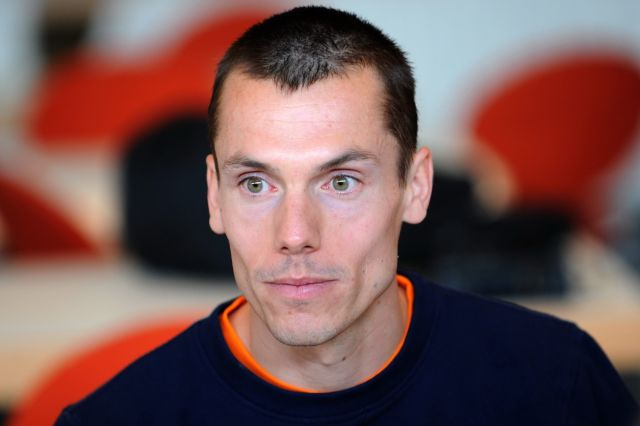
Nach einem abgelehnten Protest wurde Bram Som offiziell zum Europameister ernannt
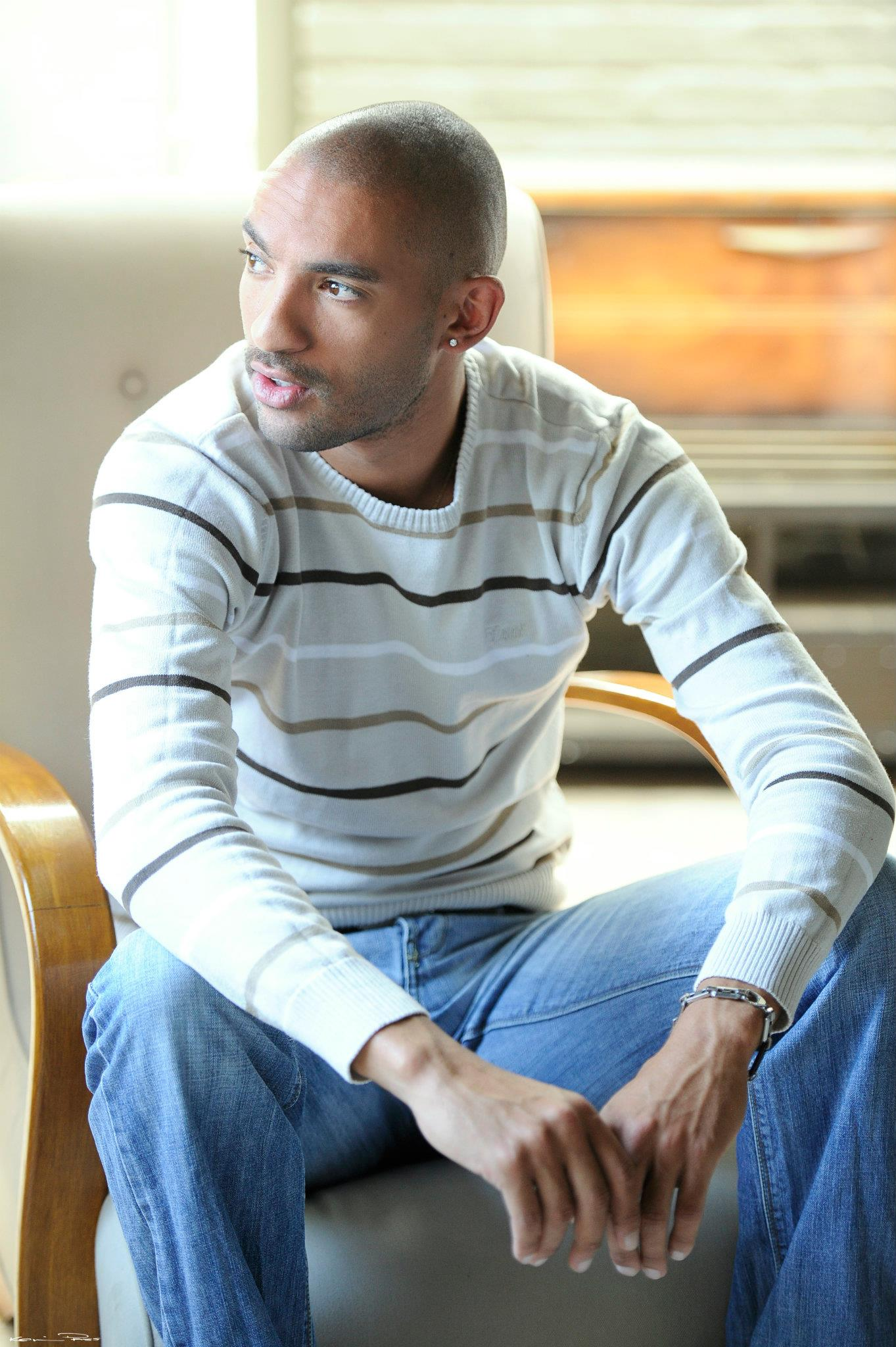
Florent Lacasse erreichte Platz vier
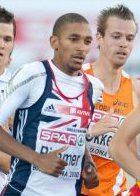
Michael Rimmer (auf diesem Foto im Zentrum) kam auf den achten Platz

13. August 2006, 15:10 Uhr
| Platz | Name               | Nation         | Zeit (min) |
| ----- | ------------------ | -------------- | ---------- |
| 1     | Bram Som           | Niederlande    | 1:46,56    |
| 2     | David Fiegen       | Luxemburg      | 1:46,59    |
| 3     | Sam Ellis          | Großbritannien | 1:46,64    |
| 4     | Dmitrijs Miļkevičs | Lettland       | 1:46,70    |
| 5     | Miguel Quesada     | Spanien        | 1:46,91    |
| 6     | Florent Lacasse    | Frankreich     | 1:46,95    |
| 7     | Andrea Longo       | Italien        | 1:47,11    |
| 8     | Michael Rimmer     | Großbritannien | 1:47,66    |

Im Endspurt war es zu Rempeleien gekommen. Nach einem Protest wurde geprüft, ob Bram Som wegen Behinderung zu disqualifizieren war. Deshalb verzögerte sich die Bekanntgabe des Ergebnisses. Doch nach Abweisung des Protests hatte Bram Som das erste Läufergold für einen Niederländer seit 1982 gewonnen. David Fiegen errang die erste Europameisterschaftsmedaille überhaupt für Luxemburg.

## Videolink
- 2006 European Championship 800m men Final Goteborg 06, youtube.com, abgerufen am 26. Januar 2023